# Selmar Bagge

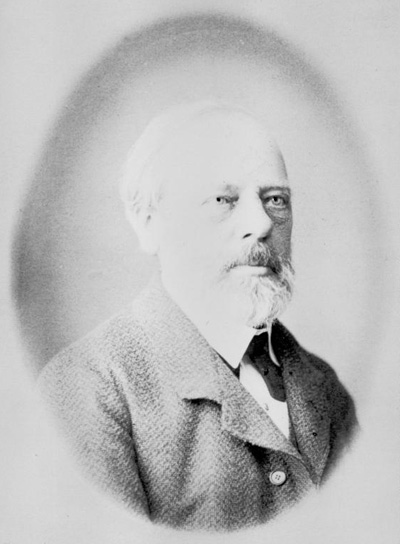

Selmar Bagge, född 30 juni 1823 och död 16 juli 1896, var en tysk musiksskriftställare.
Bagge var 1851-55 kompositionslärare vid konservatoriet i Wien, 1863-68 redaktör för Allgemeine musikalische Zeitung, blev 1868 direktör för Allmänna musikskolan i Basel, och 1893 redakötr för Schweizerische Sängerzeitung. Han har komponierat en symfoni, kammarmusik, sånger samt utgett böcker om Schumann, Weber och om sonatens och symfoniens historia.